# Оратівський район
Ора́тівський райо́н — колишня адміністративна одиниця у Вінницькій області України. Адміністративний центр — смт Оратів. Територія району становить 872 км². Населення становить 20 793 жителів (01.01.2018).

## Географія
Район розташований у лісостеповій зоні України, в північно-східній частині Вінницької області. Межує з Погребищенським, Липовецьким, Іллінецьким районами Вінниччини та з Київською і Черкаською областями.
До його складу входить смт Оратів, яке віддалене від обласного центру на 90 км і на 180 км від Києва, 12 км від найближчої залізничної станції Оратів. В складі району — 54 сільських населених пункти.
Корисні копалини: граніт, буре вугілля, торф, пісок, глина. За геологорозвідувальними даними біля села Якимівка знаходяться поклади титано-цирконієвої сировини.
Клімат району помірно континентальний (середня температура — 6,80С), ґрунти — глибокі та опідзолені чорноземи.
Найбільші річки: Жива і Роська — басейн Дніпра та Гірський Тікич — басейн Південного Бугу. Лісові площі становлять близько 5000 га. Переважають дубово-грабові ліси.

## Історія
Оратів згадується вперше у матеріалах Віленського сейму 1448 року. Населенню Оратова, як і всього Поділля, доводилось відбивати грабіжницькі напади султанської Туреччини, Кримських татар. Найбільш спустошуючими були напади 1562, 1566, 1568, 1575, 1589 років. Під час визвольної боротьби українського народу (1648–1654 рр.) на території теперішнього району перебував Гетьман України Богдан Хмельницький (у 1649, 1651, 1653 роках). У селі Старий Животів 1648 року було сформовано Животівський Козацький полк. По території нинішнього району проходили гайдамацькі загони Максима Залізняка та Івана Гонти в часи Коліївщини (1768 р.).
З 1672 по 1699 рік Оратівський край перебував під владою створеного турками Сарматського князівства. 1793 року внаслідок переділу Польщі Оратів увійшов до складу Російської імперії. 1811 року Оратів одержав статус міста.
З другої половини XIX ст. Оратів — центр Оратівської волості Липовецького повіту.
Оратівський район утворений 7 березня 1923 року з центром в Оратові у складі Уманської округи Київської губернії з Оратівської, Підвисочанської і Жаданівської волостей.
27 березня 1925 року:
- села Пархомівка, Талалаївка і Хрінівка передані до Дашівського району Гайсинської округи.
- приєднані Осичнівська й Рожичнівська сільради Плисківського району Бердичівської округи.
- приєднана Сологубівська сільрада Іллінецького району Бердичівської округи.
- Даньківська, Дубровицька і Паріївська сільради передані до Іллінецького району Бердичівської округи.
- село Ступки передане до складу Тальнівського району.

3 червня 1925 Жаданівська, Конталінська, Кошланська і Яструбинська сільради перейшли у склад Дашівського району, включеного у склад Вінницької округи.
17 червня 1925 приєднані Бугаївська, Ст.-Животівська, Нов.-Животівська і Якимівська сільради Плисківського району Бердичівської округи, а також В.-Ростовська, Медівська, Мервинська, Чагівська і Володимирська сільради Іллінецького району, включеного у склад Вінницької округи.
Після ліквідації округ 15 вересня 1930 райони передані в пряме підпорядкування УСРР.
27 лютого 1932 увійшов до новоствореної Вінницької області.
15 жовтня 1932 перечислений до Київської області.
22 вересня 1937 перечислений до Вінницької області.
30 грудня 1962 ліквідований, територія перейшла до Липовецького району.
5 лютого 1965 територія перейшла до Іллінецького району.
7 грудня 1979 Оратівський район утворений знову в складі Балабанівської, Животівської, Зарудянської, Кошланівської, Лопатинської, Новоживотівської, Оратівської, Осичнянської, Рожичнянської, Сабарівської, Стрижаківської, Фронтівської, Яблуновицької сільрад Іллінецького району; Великоростівської, Очитківської, Чагівської сільрад Липовецького району; Скоморошківської, Чернявської, Човновицької сільрад Погребищенського району.

## Населення
Розподіл населення за віком та статтю (2001)
| Стать | Всього | До 15 років | 15-24 | 25-44 | 45-64 | 65-85 | Понад 85 |
| --- | ------ | ----------- | ----- | ----- | ----- | ----- | -------- |
| Чоловіки | 12 209 | 2732        | 1373  | 3589  | 2838  | 1630  | 47       |
| Жінки | 15 047 | 2573        | 1378  | 3388  | 3652  | 3722  | 334      |
| \| Статево-вікова піраміда \| Статево-вікова піраміда \| Статево-вікова піраміда \| \| ----------------------- \| ----------------------- \| ----------------------- \| \| Чоловіки \| Вік \| Жінки \| \| 47 \| 85 + \| 334 \| \| 109 \| 80-84 \| 458 \| \| 352 \| 75-79 \| 1066 \| \| 578 \| 70-74 \| 1220 \| \| 591 \| 65-69 \| 978 \| \| 1005 \| 60-64 \| 1514 \| \| 551 \| 55-59 \| 808 \| \| 638 \| 50-54 \| 665 \| \| 644 \| 45-49 \| 665 \| \| 867 \| 40-44 \| 757 \| \| 962 \| 35-39 \| 864 \| \| 947 \| 30-34 \| 907 \| \| 813 \| 25-29 \| 860 \| \| 673 \| 20-24 \| 668 \| \| 700 \| 15-20 \| 710 \| \| 1068 \| 10-14 \| 984 \| \| 930 \| 5-9 \| 881 \| \| 734 \| 0-4 \| 708 \| |        |             |       |       |       |       |          |
| Статево-вікова піраміда |        |             |       |       |       |       |          |
| Чоловіки | Вік    | Жінки       |       |       |       |       |          |
| 47 | 85 +   | 334         |       |       |       |       |          |
| 109 | 80-84  | 458         |       |       |       |       |          |
| 352 | 75-79  | 1066        |       |       |       |       |          |
| 578 | 70-74  | 1220        |       |       |       |       |          |
| 591 | 65-69  | 978         |       |       |       |       |          |
| 1005 | 60-64  | 1514        |       |       |       |       |          |
| 551 | 55-59  | 808         |       |       |       |       |          |
| 638 | 50-54  | 665         |       |       |       |       |          |
| 644 | 45-49  | 665         |       |       |       |       |          |
| 867 | 40-44  | 757         |       |       |       |       |          |
| 962 | 35-39  | 864         |       |       |       |       |          |
| 947 | 30-34  | 907         |       |       |       |       |          |
| 813 | 25-29  | 860         |       |       |       |       |          |
| 673 | 20-24  | 668         |       |       |       |       |          |
| 700 | 15-20  | 710         |       |       |       |       |          |
| 1068 | 10-14  | 984         |       |       |       |       |          |
| 930 | 5-9    | 881         |       |       |       |       |          |
| 734 | 0-4    | 708         |       |       |       |       |          |

Національний склад населення за даними перепису 2001 року:
| Національність | Кількість осіб | Відсоток |
| -------------- | -------------- | -------- |
| українці       | 26982          | 98,78 %  |
| росіяни        | 214            | 0,78 %   |
| білоруси       | 40             | 0,15 %   |
| молдовани      | 20             | 0,07 %   |
| грузини        | 10             | 0,04 %   |
| інші           | 48             | 0,18 %   |

Мовний склад населення за даними перепису 2001 року:
| Мова       | Кількість осіб | Відсоток |
| ---------- | -------------- | -------- |
| українська | 27068          | 99,10 %  |
| російська  | 202            | 0,74 %   |
| білоруська | 14             | 0,05 %   |
| молдовська | 12             | 0,04 %   |
| інші       | 18             | 0,07 %   |

Станом на 1 січня 2007 р. на території району проживало 25283 ос., в тому числі міського населення — 3358 ос., сільського — 21925 ос. Середня тривалість життя населення — 68 років (чоловіків — 63, жінок — 74 роки).
Станом на 1 червня 2010 р. на території району проживає 23214 ос., в тому числі міського населення — 2919 ос., сільського — 20295 ос.

## Адміністративний устрій
Район адміністративно-територіально поділяється на 1 селищну раду та 27 сільських рад, які об'єднують 54 населених пунктів та підпорядковані Оратівській районній раді. Адміністративний центр — смт Оратів.
У квітні 2012 р. з обліку було зняте село Лишава.

## Влада
Голова РДА: вакансія
Голови ради:
- Лошак Галина Василівна

## Економіка

### Промисловість
На території району розміщено два промислові підприємства: ЗАТ «Скоморошківський цукровий завод» та ВАТ «Вінницямолоко» Оратівський молокозавод. Потужність цукрового заводу становить 1300 тонн переробки цукросировини на добу. Планова виробнича потужність молокозаводу становить 70 тонн переробки молока на добу.
ЗАТ «Скоморошківський цукровий завод» — не функціонує декілька років (порізали на металобрухт).

### Сільське господарство
При реформуванні колективних сільськогосподарських підприємств утворено та функціонує 24 сільськогосподарські виробничі кооперативи, 5 приватних (приватно-орендних) підприємств, 3 товариства з обмеженою відповідальністю, одне сільськогосподарське акціонерне товариство, діють 43 селянських-(фермерських) господарства.
Загальна земельна площа в цілому по району становить 87,2 тис. га, з них сільськогосподарські угіддя — 72,5 тис. га, в тому числі рілля — 61,6 тис. га, багаторічні насадження — 0,8 тис. га, сінокоси — 1,4 тис. га, пасовища — 8,6 тис. га. В районі вирощують пшеницю, жито, ячмінь, горох, кукурудзу, просо, гречку. З технічних культур — цукрові буряки, ярий та озимий ріпак, соняшник.
2006 року всього по району зібрано 80803 т зерна. При цьому середня врожайність склала 23,6 ц/га проти 22,6 ц/га у 2005 році. Валовий збір цукрових буряків 2006 року склав 60039 т.

### Будівництво
В районі нараховується 6 організацій, що здійснюють будівельні та ремонтно-будівельні роботи, зокрема: ТОВ «Оратівагробуд», СТОВ «Агрошляхбуд», ТОВ Оратівський «Райсількомунгосп», ДП «Оратівський райавтодор», ДП «Газбуд» та Оратівське управління газового господарства. Власними силами цих підприємств 2006 року виконано робіт у діючих цінах на суму 2760,1 тис. грн.
2006 року на будівництво та ремонт доріг використано 1652 тис. грн. Протягом року за рахунок різних джерел фінансування, включаючи кошти населення, введено в дію 45,7 км газових мереж.
2006 року здійснювалося першочергове спрямування бюджетних коштів на пускові та найважливіші об'єкти соціально-культурного призначення з високим рівнем будівельної готовності. Зокрема, за рахунок державних коштів продовжувалось будівництво газопроводу-відводу до с. Новоживотів. Кошти, виділені в сумі 336 тис. грн., освоєні в повному обсязі.
2006 року район отримав з Державного бюджету субвенції на соціально-економічний розвиток в обсязі 149,2 тис. грн. Зокрема, 49,2 тис. грн. — на реконструкцію водопроводу та водонапірної башти в смт Оратів, 100 тис. грн. — на капітальний ремонт сільської школи в с. Фронтівка. Всі кошти освоєні в повному обсязі.

## Транспорт
Територією району проходять такі автошляхи: Р17, Т 0223, Т 0228 та Т 0606.
Залізнична станція Оратів в однойменному селі та зупинні пункти Пост Озерний, Підвисоке і Фронтівка.

## Соціальна сфера
В районі функціонує 31 загальноосвітня школа, де навчається 3381 учень, 14 дошкільних установ, в яких виховується 457 дітей та 2 школи-сад. Працюють дитячо-юнацька спортивна школа, будинок дитячої творчості, музична школа.
Для занять фізичною культурою і спортом в районі функціонує стадіон в смт Оратів, 11 футбольних полів, 18 спортивних залів, 32 спортмайданчики, 8 спортивних кімнат.
Медичне обслуговування населення району здійснюють центральна районна лікарня, одна дільнична лікарня в с. Медівка, чотири амбулаторно-поліклінічних заклади, в тому числі три амбулаторії сімейної медицини, 34 фельдшерсько-акушерських пункти, лікарня соціальної допомоги в с. Фронтівка на 10 ліжок. Мережа лікарняних закладів нараховує 135 ліжок. Забезпеченість лікарями по району на 10000 жителів становить 20 лікарів. Функціонує п'ять аптек та 23 аптечні пункти.
Мережа закладів культури нараховує 41 клубну установу, при яких працює 147 гуртків народної творчості і 78 народних колективів, 35 бібліотек, 3 музеї, один з яких — державний, два — громадські. На території району знаходиться 113 пам'яток історії та культури.
Станом на 01.01.2007 року на обліку в районному управлінні Пенсійного Фонду перебуває 8894 пенсіонери. Частка пенсіонерів від загальної кількості населення становить 35,2 %.

## Релігія
У районі зареєстровано 59 релігійних об'єднань шести конфесій, з них: 
-Української православної церкви Київського патріархату — 28
-Української православної церкви Московського патріархату — 14, 
-Євангелістів християн-баптистів — 8, 
-Православної Євангельської апокаліптичної церкви — 4, 
-Адвентистів сьомого дня — 3. 
-Римо-католиків; -1 
В районному центрі функціонують 7 релігійних громад. У 13 населених пунктах немає релігійних об'єднань.

## Політика
25 травня 2014 року відбулися Президентські вибори України. У межах Оратівського району були створені 43 виборчі дільниці. Явка на виборах складала — 77,65% (проголосували 13 501 із 17 386 виборців). Найбільшу кількість голосів отримав Петро Порошенко — 62,31% (8 412 виборців); Юлія Тимошенко — 20,97% (2 831 виборців), Олег Ляшко — 7,05% (952 виборців), Анатолій Гриценко — 3,26% (440 виборців). Решта кандидатів набрали меншу кількість голосів. Кількість недійсних або зіпсованих бюлетенів — 0,67%.

## Пам'ятки
- Пам'ятки архітектури Оратівського району
- Пам'ятки історії Оратівського району
- Пам'ятки монументального мистецтва Оратівського району
- Пам'ятки археології Оратівського району